# Wormaldia gardensis
Wormaldia gardensis är en nattsländeart som beskrevs av Füsun Sipahiler 1999. Wormaldia gardensis ingår i släktet Wormaldia och familjen stengömmenattsländor. Inga underarter finns listade i Catalogue of Life.